# Діаспора в США
Українська діаспора у Сполучених Штатах Америки — національна меншина з високим рівнем організації, освіти і культури. Масова імміграція з українських земель на Захід має більш як столітню історію, проте, як зазначають дослідники в Україні та США, перші українці протоптували шлях до Америки набагато раніше — українські імена можна зустріти як серед засновників першої англійської колонії у Джеймстауні, так і серед учасників Американської революції та громадянської війни.
Донедавна про українців у США знали дуже мало. Навіть важко було відповісти на запитання, скільки саме українців проживає в цій країні — мільйон, два, три, чотири якою мовою вони розмовляють, яка мова їхня материнська. За переписом населення 2005-го року, кількість українців та осіб українського походження у Сполучених Штатах Америки становить близько 976 314 осіб.

## Історія імміграції українців до США
Перша хвиля української імміграції до США розпочалась наприкінці ХІХ століття. Спочатку більшість новоприбулих знаходили роботу на вугільних шахтах і металургійних заводах штату Пенсильванія, тому цей регіон і став осередком перших українських іммігрантів. Решта влаштовувались на заводах на Північному сході США — у Нью-Йорку, Нью-Джерсі, Коннектикуті. Як і в інших країнах, куди емігрували українці, центром їхнього духовного та суспільного життя в Америці стала церква. У 1884 році до Пенсильванії прибув священик з Галичини Іван (Джон) Волянський, який у 1885 році організував перше в Америці українське братське товариство взаємодопомоги — Братство Св. Миколая. А в 1886 році завдяки зусиллям отця Волянського у м. Шенандоа було зведено будівлю першої Української католицької церкви.
Згодом у Пенсильванії та інших штатах почали виникати численні братські товариства на зразок того, що було утворено І. Волянським. Так, у 1894 році у м. Джерсі-Сіті (штат Нью-Джерсі) був заснований Руський Народний Союз (з 1915 року — Український Народний Союз), який нині є найстарішою та найчисельнішою українською громадською організацією у США. Офіційно першим українським емігрантом вважається Агапій Гончаренко, чернець Києво-Печерської лаври, який 1 січня 1865 р. прибув до Бостона.
Друга хвиля української імміграції до США припала на міжвоєнний період (20-30-ті роки ХХ століття) і суттєво відрізнялася від довоєнної. По-перше, різко зменшилась кількість іммігрантів, що було пов'язано з періодом Великої депресії у США, а також з введенням американським урядом заходів з обмеження імміграції. По-друге, серед українців з'явились перші політичні іммігранти — учасники визвольних змагань в Україні 1918—1920 років.
Переважна частина українців з третьої хвилі імміграції прибула до Сполучених Штатів протягом 1947—1951 років і належала до категорії так званих «переміщених осіб», які після Другої світової війни перебували у таборах для біженців та військовополонених у Німеччині, Австрії, Бельгії, Великій Британії. Цього разу серед прибульців була велика кількість інтелігенції та науковців. Вони сприяли розвиткові українського політичного, громадського, культурного та релігійного життя в діаспорі. Цих іммігрантів об'єднувала відданість ідеї незалежності України й відновлення Української суверенної держави.
Початком четвертої хвилі імміграції до США (так званої «економічної імміграції») можна вважати середину 1980-х років. Спочатку туди прибули декілька тисяч українців з Польщі. А під час горбачовської відлиги чимало українців, користуючись можливістю відвідати родичів в Америці, залишались там на постійне проживання.

## Загальна характеристика української діаспори в США
Згідно з останніми опитуваннями, кількість українців та осіб українського походження у Сполучених Штатах Америки становить близько 976 314 осіб.. Переважна більшість з них народилася уже в США, і тільки близько 20 % становлять безпосередні емігранти. Близько третини осіб українського походження володіє українською мовою, близько 143 тис. (15 %) використовує її у побуті.
Українці мешкають досить компактно, причому близько половини їх загальної кількості припадає на північно-східні промислові штати Пенсильванія, Нью-Джерсі та Нью-Йорк. Розподіл українців за соціальними та професійними характеристиками в основному відповідає загальноамериканським пропорціям. Українців тут відносно мала група — 0,3 відсотка населення. Втім, є потужні громади, які мають свої культурні центри, будують церкви.
Соціально-економічні досягнення українців порівняно із загальним населенням США показують досить хорошу тенденцію. Зокрема, він зазначає, що 25 відсотків українців, котрі мешкають у країні, мають вищу освіту, тоді як у середньому в США таких лише 10 відсотків. У 70 відсотків українців є власне житло. Загалом у країні домовласників 67 відсотків.

## Громадські організації українців в США
За час перебування в Північній Америці українці розбудували широку мережу громадсько-політичних, релігійних, професійних, а також фінансових установ — кас взаємодопомоги, банків та страхових товариств, сумарний оборотний капітал яких оцінюється в 1 млрд доларів. Загалом в США діють 13 політичних українських організацій, 12 професійних товариств, 29 кредитних спілок, 4 страхові товариства, 3 молодіжних організації, 3 жіночі спілки. Здійснюється видання понад 20 газет, 11 журналів, інтернет-видання «Брама», ведуть мовлення близько 20 українських радіопрограм та два телеканали.
Велика роль у житті української громади належить церкві. Найбільшою в США є Українська католицька церква, 4 єпархії якої нараховують понад 400 тис. греко-католиків. Друге за величиною місце посідає Українська православна церква, яка має в більш ніж ста православних парафіях понад 200 тис. віруючих. Спостерігається щорічна тенденція до збільшення парафіян православної церкви, що можна пояснити збільшенням іммігрантів із Східної та Центральної України за останні 10 років. Стрімко збільшується кількість українських баптистів-євангелістів та баптистів-п'ятидесятників. На Заході США, на узбережжі Тихого океану, за останнє десятиліття оселилося майже 50 тис. вихідців з України. Здебільшого всі вони належать до баптистів-п'ятидесятників.
Найстарішою українською організацією у США є Український Народний Союз (УНС), який було засновано у 1894 році, що за статутом є страховим товариством і на даний час нараховує у своєму складі понад 60 тис. членів. Страхові товариства, організовані вихідцями з України наприкінці ХІХ — на початку ХХ століть, створили фінансову базу для громадської активності українців Америки. З другою хвилею імміграції були започатковані кредитні кооперативи (так звані «кредитівки»). Нині активи найбільших українських кредитівок становлять сотні мільйонів доларів. Українська громада в США утримує розгалужену мережу шкіл. Переважно це недільні або суботні школи українознавства при церквах. Найбільш помітними українськими науковими інституціями США є Наукове товариство ім. Т. Шевченка та Українська вільна академія наук.